# Croisière en meurtre majeur
 (juin 2024).
Si vous disposez d'ouvrages ou d'articles de référence ou si vous connaissez des sites web de qualité traitant du thème abordé ici, merci de compléter l'article en donnant les références utiles à sa vérifiabilité et en les liant à la section « Notes et références ».
Croisière en meurtre majeur est un roman de Michel Honaker.
Le roman raconte l'enquête menée par Molok Goumougou sur le paquebot parti du Cameroun en direction de New York lorsqu'un passager tombe à la mer.

## Résumé
Sylvain d'Entragues est un adolescent de 17 ans, il part en Amérique avec sa tante Anselma à bord du paquebot Le Bretagne. Impressionné et voyageant dans une suite de luxe, il veut explorer le navire de fond en comble. Dès le début de la croisière un mystérieux personnage fixe son attention ainsi que celui de sa tante. Le soir, à table, ils font la connaissance de divers personnages parmi lesquels Mr et Mrs Dowes, Edouard-Nicolas Buso, Alfred Dambreuil et Herr von Falsenberg.
À la fin du repas, Sylvain part faire un tour sur le pont. Il trouve deux hommes en train de se disputer le long du bastingage mais ceux-ci s’aperçoivent de sa présence et partent chacun de leur côté. Sylvain retourne dans sa suite et s’endort …
Le lendemain, sur les coups de onze heures, il entretient une longue discussion avec un certain Mr Petrovsky.
Tante Anselma d'Entragues arrive et décide de l’inviter à dîner à leur table (en compagnie de Alfred Dambreuil et Herr Von Falsenberg). Le soir, à table, la discussion tourne autour de la Russie. À la fin du repas, Tante Anselma d'Entragues va faire la sieste, M. Petrovsky et Sylvain d'Entragues poursuivent la discussion dans la salle de musique. Au terme de la discussion, Sylvain sort sur le pont.
Tout à coup, il entend un coup de sifflet et voit des hommes d’équipage courir : un homme était tombé à la mer … Il y a du sang sur le bastingage et une écharpe nouée dessus ; un peu plus loin, on trouve une veste avec une lettre posée en évidence dessus, elle était écrite en allemand. Le paquebot a stoppé les machines, mais le corps avait coulé. La victime se nomme Helmut Werner. La lettre est remise au commandant et est traduite par M. Petrovsky. Le commandant pense que cette tragédie est l’œuvre d’un déséquilibré. De son côté, Alfred Dambreuil prend des notes.

## Récompenses
Prix Totem au salon du livre et de la presse jeunesse en 1993

## Anecdotes
- Michel Honaker s'est inspiré, pour écrire son roman, du carnet de voyage de la traversée de Tchaikovsky en 1891.
- Les terroristes russes de la Volonté du Peuple qui inspirèrent à Dostoievski Les Démons sont évoqués dans le roman.